# 187. резервна дивизија (Немачка)
187. резервна дивизија Вермахта формирана је 15. октобра 1939. у Аустрији као 187. дивизија. Током лета 1942. добила је статус јединице за обуку и попуну, преименована у 187. резервну дивизију и пребачена у Хрватску. У саставу Корпуса „Хрватска” учествовала у операцијама против НОВЈ на територији Хрватске и западне Босне.
Након што је у августу 1943. Друга оклопна армија задужена за средишњи део Југославије, 187. резервна дивизија потчињена је штабу 69. резервног корпуса. Учествовала је у јесењим и зимским операцијама армије против НОВЈ.
Крајем 1943. преформирана је и од њеног људства и јединица образована је 1. јануара 1944. 42. ловачка дивизија.